# Satellite FC du Plateau Abidjan
El Satellite FC du Plateau Abidjan es un equipo de fútbol de Costa de Marfil que juega en la Tercera División de Costa de Marfil, la tercera liga de fútbol en importancia en el país.

## Historia
Fue fundado en el año 1997 en la capital Abiyán y en solo 2 años ascendió a la Primera División de Costa de Marfil, la liga superior de fútbol en el país, quedando en la sexta posición del grupo B en su primera temporada.
Estuvieron ininterrumpidamente en la máxima categoría por 7 años, ya que su última temporada ha sido la de 2005, en la cual quedó último entre 16 equipos, siendo el inicio de su caída libre. Su mejor temporada fue la del 2001, en la cual obtuvieron el subcampeonato, solo por detrás del ASEC Mimosas y lo más cerca que han estado de ser campeones de la Primera División de Costa de Marfil.
A nivel internacional han participado en un torneo continental, la Copa CAF 2002, en la cual fueron eliminados en las semifinales por el Tonerre Yaoundé de Camerún.

## Palmarés
- Primera División de Costa de Marfil: 0
  - Subcampeón: 1

2001

## Participación en competiciones de la CAF
| Temporada | Torneo   | Ronda            | Club            | Casa | Visita | Global  |
| --------- | -------- | ---------------- | --------------- | ---- | ------ | ------- |
| 2002      | Copa CAF | 1                | Manchester SC   | 1-0  | 1-0    | 2-0     |
| 2002      | Copa CAF | 2                | FUS de Rabat    | 0-0  | 1-0    | 1-0     |
| 2002      | Copa CAF | Cuartos de final | Rayon Sport     | 2-0  | 2-1    | 4-1     |
| 2002      | Copa CAF | Semifinales      | Tonerre Yaoundé | 2-1  | 0-1    | 2-2 (a) |